# Emil Lundberg (ishockeyspelare född 1993)
Emil Lundberg, född 17 september 1993 i Katrineholm, är en svensk ishockeyforward som spelar för IF Björklöven i Hockeyallsvenskan. Lundberg har tidigare spelat för Djurgårdens IF och Karlskrona HK i SHL.